# Еметсберг (Ајова)
Еметсберг (енгл. Emmetsburg) град је у америчкој савезној држави Ајова. По попису становништва из 2010. у њему је живело 3.904 становника.

## Демографија
Према попису становништва из 2010. у граду је живело 3.904 становника, што је -54 (-1.4%) становника више него 2000. године.
| Група             | 2000.         | 2010.         |
| Белци             | 3.876 (97,9%) | 3.729 (95,5%) |
| Афроамериканци    | 3 (0,1%)      | 39 (1,0%)     |
| Азијати           | 21 (0,5%)     | 18 (0,5%)     |
| Хиспаноамериканци | 33 (0,8%)     | 79 (2,0%)     |
| Укупно            | 3.958         | 3.904         |